# Ulli Kinalzik
Ulli Kinalzik, gebürtig Hans-Ulrich Kinalzik, (* 26. Februar 1939 in Altwerder) ist ein deutscher Schauspieler und Synchronsprecher.

## Leben
Kinalzik erhielt seine schauspielerische Ausbildung von 1961 bis 1964 an der Max-Reinhardt-Schule für Schauspiel bei Hilde Körber in Berlin. Sein erstes Engagement trat er 1960 am Staatstheater Kassel an, wo er bis 1962 blieb und unter anderem Bruno in Die Ratten darstellte.
Danach gastierte er an verschiedenen Theatern. 1965 agierte er in Hans Christian Branners Der Reiter für die Freie Volksbühne Berlin. Mehrmals trat er bei den Luisenburg-Festspielen in Wunsiedel auf, darunter 1979 als Jochen Most in Der fröhliche Weinberg, 1981 in Der Richter von Zalamea und als Spiegelberg in Die Räuber sowie 1984 in Katharina Knie.
1980 verkörperte er Werner in Minna von Barnhelm am Hansa-Theater Berlin und im selben Jahr Biff in Tod eines Handlungsreisenden am Landestheater Hannover. Am Theater am Kurfürstendamm stellte er 1983 Leslie in Alan Ayckbourns Treppauf – Treppab dar.
Abgesehen von einigen Filmrollen wurde Kinalzik ein vielbeschäftigter Seriendarsteller beim Fernsehen. Unter anderem wirkte er mehrfach in den populären Krimiserien Der Kommissar, Derrick, Tatort, Die Männer vom K3, Der Alte und Ein Fall für zwei mit. Als Synchronsprecher lieh er unter anderem 1990 Stellan Skarsgård (als Cpt. Viktor Tupolew) in Jagd auf Roter Oktober seine Stimme.
Bei den Karl-May-Spielen in Bad Segeberg spielte er 1982 in dem Stück Winnetou – Der rote Gentleman den Banditen Santer und 2004 den Bärenjäger in dem Stück Unter Geiern. 2007 übernahm er in Winnetou I die Rolle des Sam Hawkens mit dem originalen Mantel des aus den Karl-May-Filmen bekannten Hawkens-Darstellers Ralf Wolter.
Kinalzik war von 1970 bis zu ihrem Tod 2021 mit der Schauspielerin Rita Engelmann verheiratet.

## Filmografie
- 1967: Das Geständnis eines Mädchens
- 1969: Todesschüsse am Broadway
- 1969: Polizeifunk ruft – Die Schildkröte
- 1969: Spion unter der Haube
- 1969: Der Kommissar (Serie): Die Waggonspringer
- 1970: Das Stundenhotel von St. Pauli
- 1970: Die Kriminalerzählung (Serie)
- 1970–73: Graf Luckner
- 1971: Drüben bei Lehmanns (Serie)
- 1971: Mitten in der Nacht
- 1971: Jürgen Roland’s St. Pauli-Report
- 1972: Gewissensentscheidung
- 1972: Tatort – Rattennest
- 1972: Hamburg Transit: Mord auf Spesenkonto
- 1975: Sonderdezernat K1: Doppelspiel
- 1975: Der Kommissar (Serie): Warum es ein Fehler war Beckmann zu erschießen
- 1975: Derrick: Tod am Bahngleis
- 1976: Direktion City (Serie)
- 1976: Derrick: (Folge 19: Tote Vögel singen nicht)
- 1976: Tatort – Augenzeuge
- 1978: Ein Mann will nach oben (Serie)
- 1978: Derrick: Der Spitzel
- 1978: Tatort – Zürcher Früchte
- 1979: Schattengrenze
- 1979: Es begann bei Tiffany
- 1980: The Big Red One
- 1980: Der Alte – (Folge 36: Der Neue)
- 1982: Tatort – Blinde Wut
- 1982: Der Alte – (Folge 65: Tod am Sonntag)
- 1982: Lemmi und die Schmöker – (TV-Serie, eine Folge)
- 1983: Tatort – Peggy hat Angst
- 1983: Ein Fall für zwei: Tödliches Viereck
- 1984: Der Alte – (Folge 76: Alleingang)
- 1984: Derrick: Keine schöne Fahrt nach Rom
- 1984: Trepp auf – Trepp ab
- 1984: Sigi, der Straßenfeger
- 1984: Versteckt (Forbidden)
- 1985: Nessie – das verrückteste Monster der Welt
- 1985: Der Alte – (Folge 92: Hals über Kopf)
- 1985: Didi – Der Untermieter (Serie)
- 1985: Der Alte – (Folge 97: Der Sohn)
- 1986: Tatort – Aus der Traum
- 1986: Gestatten, Bestatter
- 1986: Vicky und Nicky
- 1987: Hafendetektiv (Serie)
- 1987: Der Alte – (Folge 116: Wie das Leben so spielt)
- 1987: Der Alte – (Folge 120: Die letzte Nacht)
- 1987: Ein Heim für Tiere (Fernsehserie, eine Folge)
- 1987: Derrick: Anruf in der Nacht
- 1988: Liebling Kreuzberg (Serie)
- 1988: Der Alte – (Folge 130: Der Tod des Uhrmachers)
- 1988: Polizeiinspektion 1 (Serie)
- 1988: SOKO 5113 – Modell San Remo
- 1988: Ein Fall für zwei: Tödliche Versöhnung
- 1989: Die Senkrechtstarter
- 1989: Kartoffeln mit Stippe (Fernsehfilm)
- 1989: Lukas und Sohn (Serie)
- 1989: Affäre Nachtfrost
- 1989: Der Alte – (Folge 143: Der Augenblick der Rache)
- 1990: Das Haus am Watt
- 1991: Zwei Schlitzohren in Antalya (Serie)
- 1992: Tücken des Alltags (Serie)
- 1992: Die Männer vom K3 – Ein ganz alltäglicher Fall
- 1993: Der Millionenerbe (Serie)
- 1993: Die Männer vom K3 – Dreckiges Geld
- 1993: Die Wache – (Serie, Folge Treibjagd)
- 1994: Hallo, Onkel Doc! (Serie)
- 1994: Elbflorenz (Serie)
- 1994: Die unendliche Geschichte 3 – Rettung aus Phantásien (The Neverending Story III)
- 1994: Der Fahnder: Der Neue
- 1995: Der Alte – (Folge 202: Nichts geht mehr)
- 1995: Knallhart daneben
- 1996: Ein Fall für zwei: Der Köder
- 1997: Die Stunden vor dem Morgengrauen
- 1997: Wilde Zeiten (Serie)
- 1999: R.O.S.I.
- 1999: Forsthaus Falkenau: Spuren im Wasser
- 2002: Ritas Welt (Serie) – S4E11: Die Schöffin
- 2003: Wenn Schweine sterben
- 2004: Das Bernsteinamulett
- 2004: Einsatz in Hamburg – Bei Liebe Mord
- 2006: Der beste Lehrer der Welt
- 2006: Kreuzzug in Jeans (Kruistocht in spijkerbroek)
- 2009: Wettlauf mit dem Tod (TV-Serie SOKO Leipzig)
- 2011: Ein Mord zu viel (TV Filmreihe Nachtschicht)
- 2012: Alles Klara: Geburtstagsfest für eine Leiche
- 2015: Wir sind alle keine Engel (TV Filmreihe Nachtschicht)
- 2018: WaPo Bodensee: Straußenjagd